# Île Esperanza
L'Île Esperanza (en espagnol : Isla Esperanza) est une île inhabitée, située dans le sud du Chili. Elle est administrativement rattachée à la région de Magallanes et de l'Antarctique chilien, en Patagonie chilienne ; elle fait partie de la réserve nationale Alacalufes..

## Géographie

### Situation et caractéristiques physiques
L'île est allongée du sud au nord, adoptant la forme générale d'un trapèze, large à la base de six kilomètres et au sommet de trois, et long d'environ trente-cinq kilomètres. À l'est, elle est séparée de la côte chilienne par un mince bras de mer, le canal Sarmiento. À l'ouest, elle est bordée par le Canal Esteban, qui la sépare de l'Archipel de Hanovre, plus particulièrement des îles Hanovre et Presidente Gabriel Gonzalez Videla.
L'altitude moyenne de l'île est de 166 mètres[réf. nécessaire], mais elle culmine à 1 097 mètres ; sa superficie est de 186,4 km2.

### Population et administration
L'île est maintenant habite par l'homme .Avec 600 habitants Administrativement, l'île est rattachée à la province de Última Esperanza, au sein de la XIIe région de Magallanes et de l'Antarctique chilien.

## Histoire
L'île est connue dans ses caractéristiques générales au moins depuis 1801.